# ГЕС Яньтань
ГЕС Яньтань (岩滩水电站) — гідроелектростанція на півдні Китаю у провінції Гуансі. Знаходячись між ГЕС Лунтань (вище по течії) та ГЕС Dàhuà, входить до складу каскаду на річці Hongshui, яка разом із Qian, Xun та Сі входить до основної течії річкової системи Сіцзян (закінчується в затоці Південнокитайського моря між Гуанчжоу та Гонконгом).
У межах проєкту річку перекрили греблею з ущільненого котком бетону висотою 110 метрів та довжиною 525 метрів. Вона утримує водосховище з об'ємом 2,6 млрд м3 (корисний об'єм 1,56 млрд м3) та припустимим коливанням рівня поверхні в операційному режимі між позначками 212 та 223 метри НРМ (під час повені рівень може зростати до 229,2 метра НРМ, а об'єм — до 3,43 млрд м3).
Інтегрований у греблю машинний зал у першій половині 1990-х років обладнали чотирма турбінами типу Френсіс потужністю по 302,5 МВт, які використовували напір від 37 до 66 метрів (номінальний напір 59 метрів) та забезпечували виробництво 5,66 млрд кВт·год електроенергії на рік. Живлення до них подавалось через чотири водоводи діаметром по 10,8 метра. У 2013—2014 роках стала до ладу друга черга у складі двох турбін потужністю по 300 МВт, завдяки чому річний виробіток станції зріс до 7,5 млрд кВт·год.
Видача продукції відбувається по ЛЕП, розрахованій на роботу під напругою 500 кВ.
У складі комплексу діє суднопідйомник, котрий забезпечує переміщення барж на висоту до 69,5 метра.